# Station Veghel

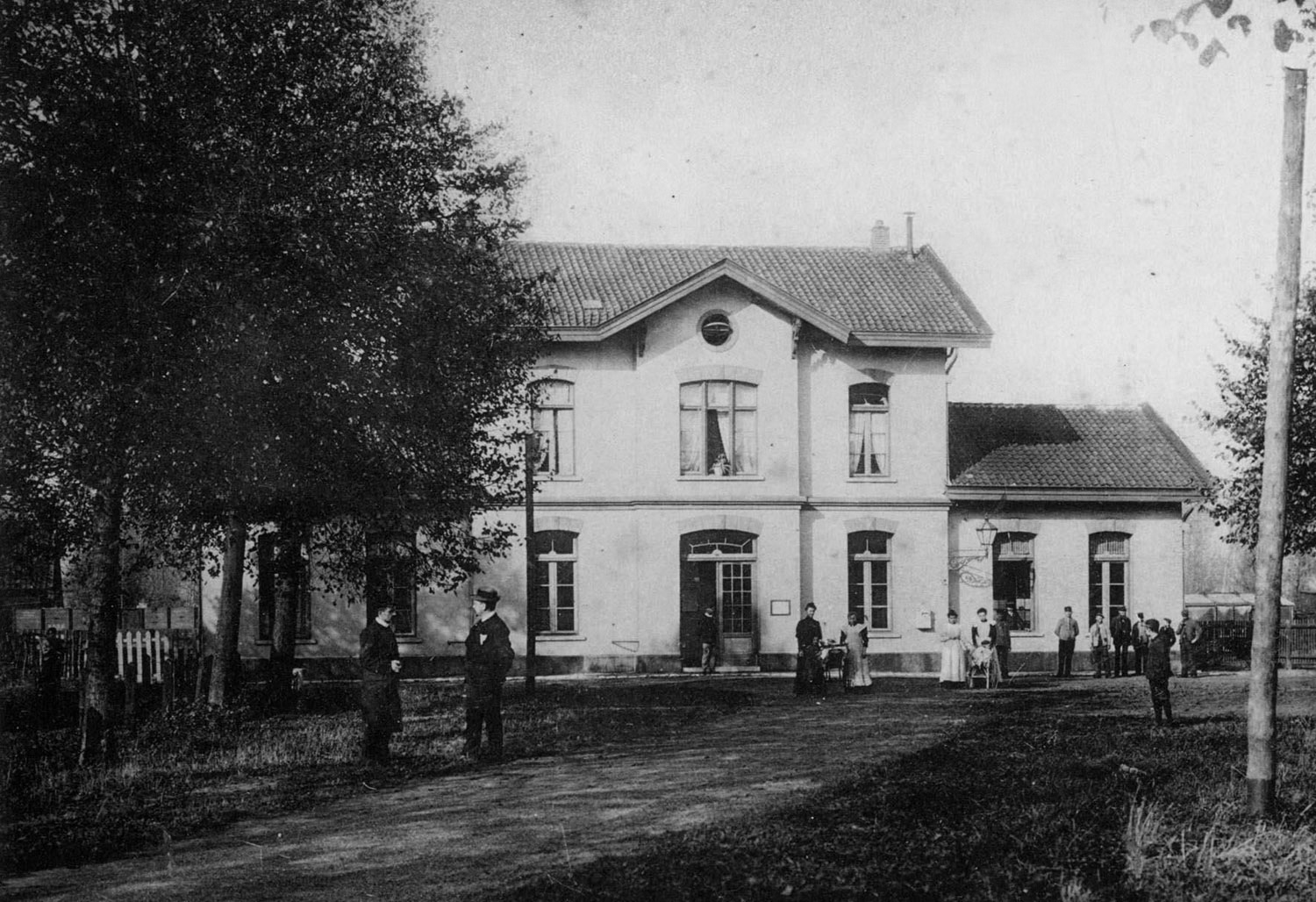
N.S. station aan de Parallelweg Zuid in Veghel omstreeks 1910

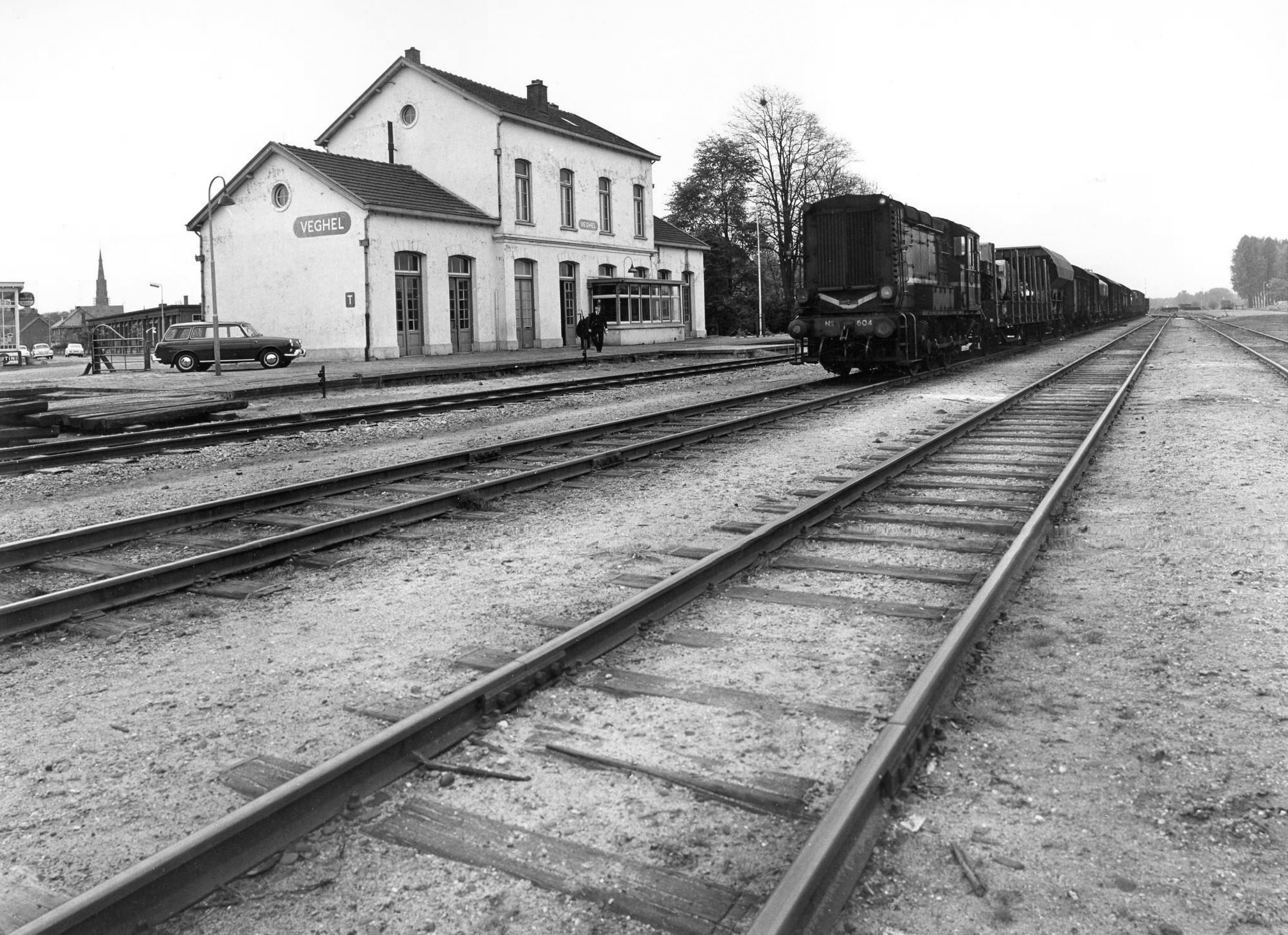
N.S. perron aan de spoorlijn Boxtel - Wesel omstreeks 1964. De goederentrein richting Uden staat klaar voor vertrek

Station Veghel is het voormalige treinstation van Veghel dat tussen 1873 en 1944 gelegen was aan het Duits Lijntje van de NBDS, dat vanaf Station Boxtel naar Station Wesel liep.
In de jaren 60 is het stationsgebouw in Veghel gesloopt. Het was niet de bedoeling het hele gebouw te slopen, echter alleen de wachtkamers aan beide zijden. Per ongeluk is toch het hele gebouw gesloopt.
Duidelijk aanwezig op de vroegere stationslocatie is het emplacement. Het was vijf sporen breed en er was een verhoogde losplaats aanwezig. Tegenwoordig zijn nog vier sporen aangesloten op het 'hoofdspoor'. Dit hoofdspoor is overigens niet meer aangesloten op het spoorwegnet, omdat de aansluiting bij Boxtel verwijderd is in 2005, en omdat er een aantal stukjes uit het spoor geknipt zijn. Inmiddels is er een fietspad over het emplacement gelegd, waardoor de rails om sommige plekken van het emplacement is verdwenen. Wel rijdt de stichting SIEMei met een kleine locomotief op het bereikbare deel van het emplacement, en heeft de spoorbrug die eerder over de Zuid-Willemsvaart lag een plekje gekregen op het emplacement.
Het vijfde is hier en daar nog te zien in de begroeiing langs het emplacement. Het vierde is met een ontspoorinrichting afgesloten van de andere drie. Tot 2001 is dit emplacement nog gebruikt voor het rangeren van goederentreinen voor het bedrijf CHV-mengvoeders.
Op Tweede Paasdag 2005 is het station nog gebruikt voor de afscheidsritten op het Duits Lijntje. Toen zijn spoor 1 en spoor 2 gebruikt voor een stoomtrein van de Veluwse Stoomtrein Maatschappij en een Lightrail-treinstel van Syntus. Een dag later werd het aansluitwissel bij Boxtel afgebroken, waardoor dit emplacement tot op heden niet meer voor treinen bereikbaar is.
Net buiten het emplacement is de historische overweg met handmatige bediening in 2015 compleet teruggeplaatst en gerestaureerd, nadat deze eerder in het Het Spoorwegmuseum was geplaatst. Deze overweg is in 1875 gebouwd en is een rijksmonument. Er ligt geen spoor meer op het wegdek.

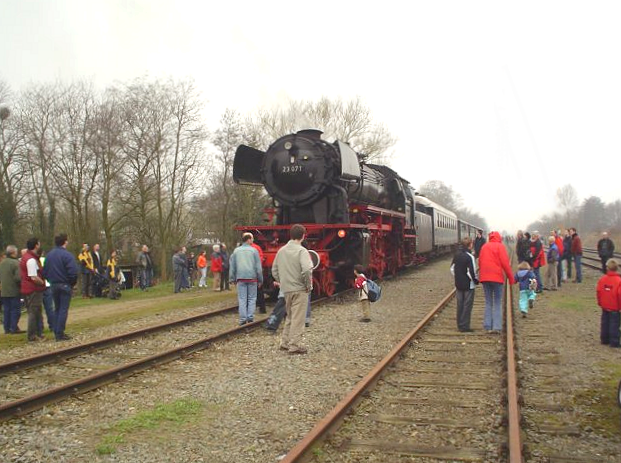
Loc 23 071 van de VSM op emplacement Veghel

0: Boxtel ·
4: Liempde ·
7: Olland ·
10: Schijndel ·
13: Eerde ·
18: Veghel ·
24: Uden ·
28: Zeeland ·
35: Mill ·
41: Haps ·
44: Kruispunt Beugen ·
46: Oeffelt ·
49: Gennep ·
53: Hassum ·
57: Asperden ·
61: Goch ·
Vornick ·
Kalbeck ·
Buckholt ·
69: Preußisch Uedem ·
Uedemerfeld ·
Uedemerbruch ·
76: Labbeck ·
81: Xanten ·
87: Birten ·
89: Menzelen-Ginderich ·
91: Büderich ·
92: Büderich Ost ·
99: Wesel